# Брошкув
Брошкув (пол. Broszków) — село в Польщі, у гміні Котунь Седлецького повіту Мазовецького воєводства.
Населення — 478 осіб (2011).
У 1975-1998 роках село належало до Седлецького воєводства.

## Демографія
Демографічна структура станом на 31 березня 2011 року:
|          | Загалом | Допрацездатний вік | Працездатний вік | Постпрацездатний вік |
| -------- | ------- | ------------------ | ---------------- | -------------------- |
| Чоловіки | 240     | 46                 | 166              | 28                   |
| Жінки    | 238     | 39                 | 140              | 59                   |
| Разом    | 478     | 85                 | 306              | 87                   |